# Wasteland Green
Wasteland Green ist ein deutsches Musikprojekt. 2003 in Berlin von Susanne Werth und Friedrich Barniske gegründet, erweiterte sich das Duo 2004 mit dem Eintritt von Arne Zauber zum Trio. Das Trio präsentiert vorwiegend eigene Titel und Interpretationen zwischen Folk, Pop, Chanson, Jazz und Country. Im Zentrum der akustischen Besetzung mit Gitarren, chromatischem Knopfakkordeon, Percussion und mehrstimmigem Gesang steht die Stimme von Susanne Werth. Die Texte der Lieder sind in englischer, deutscher, französischer, italienischer und spanischer Sprache. Bei den Aufnahmen zur dritten CD "Where Have You Been So Long" im August 2013 war als Gast Jaspar Libuda am Kontrabass dabei. Seit 2015 begleitet Berit Jung das Trio am Kontrabass.

## Besetzung
- Susanne Werth: Gesang / Gitarre / Percussion
- Friedrich Barniske: Gesang / Gitarre
- Arne Zauber: chromatisches Knopfakkordeon / Gesang
- Berit Jung: Kontrabass

## Diskografie
- Beautiful Tonight (2005) bei Acoustic Concerts Berlin Records
- Nightingale (2008) bei Acoustic Concerts Berlin Records
- Where Have You Been So Long (2013) bei Acoustic Concerts Berlin Records